# La Miaz
La Miaz est un sommet de la chaîne des Aravis culminant à 2 336 mètres d'altitude situé sur le revers oriental du chaînon des Aravis, en face du Croise Baulet, sur la commune de Sallanches, dans le département de la Haute-Savoie.